# Stenoproctus securus
Stenoproctus securus är en tvåvingeart som beskrevs av Jones 1940. Stenoproctus securus ingår i släktet Stenoproctus och familjen puckeldansflugor.
Artens utbredningsområde är Uganda. Inga underarter finns listade i Catalogue of Life.